# Liptowski Koszar

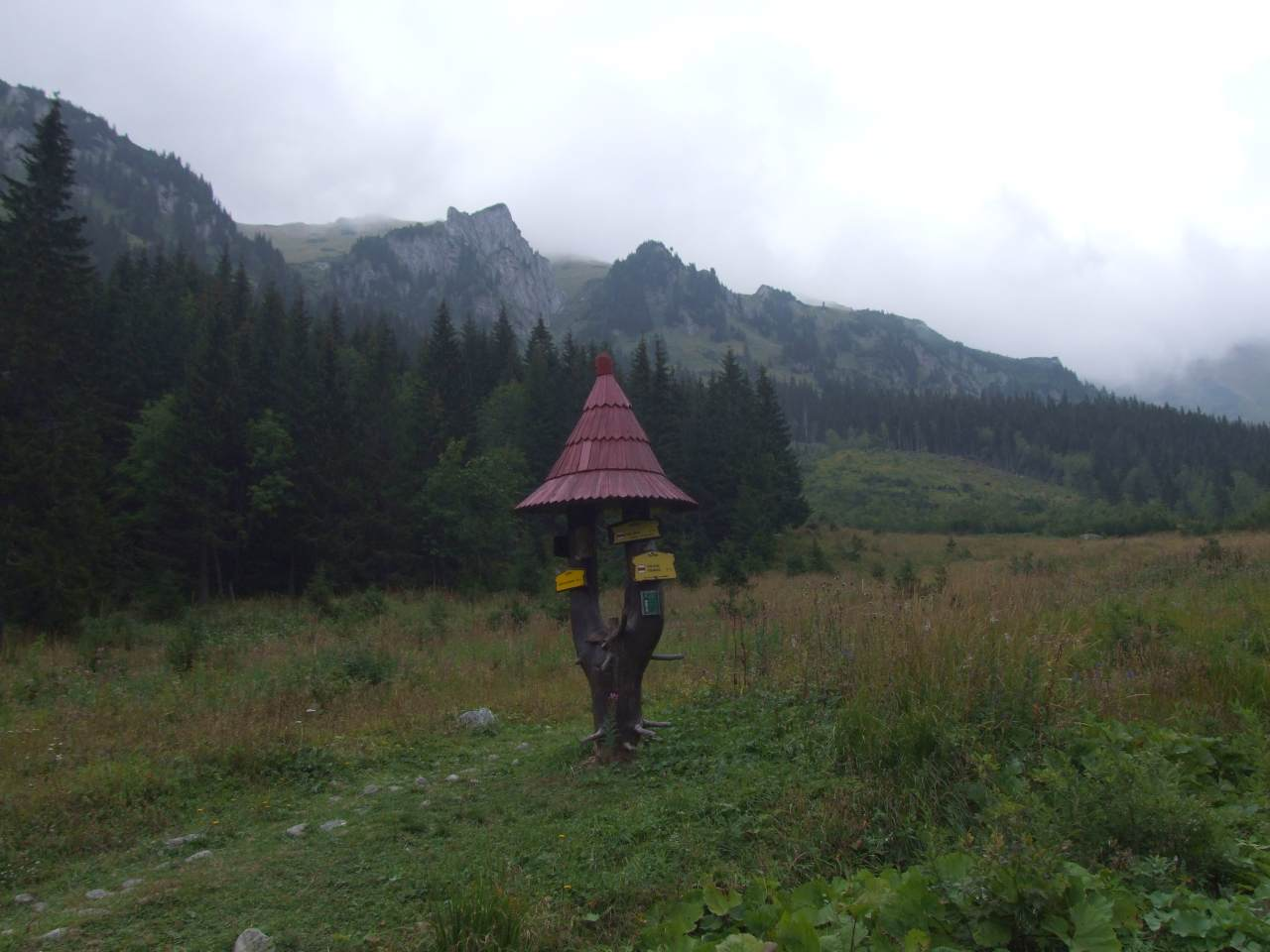
Rozdroże pod Kasprowym

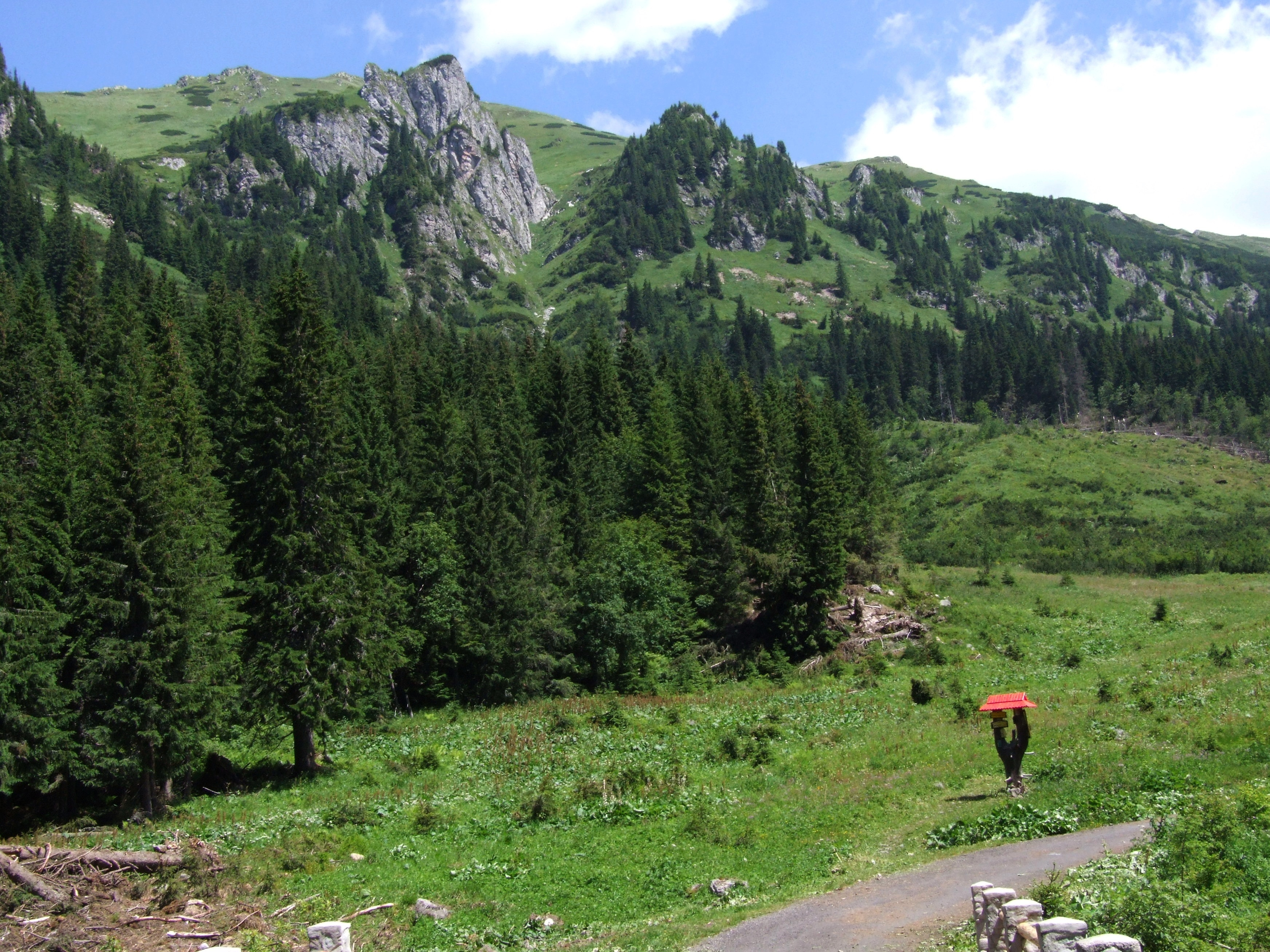
U góry Kasine Turnie i żleb Wrota

Liptowski Koszar (słow. Liptovský košiar) – położona na wysokości ok. 1250–1265 m n.p.m. rówień w Dolinie Cichej w słowackich Tatrach. Znajduje się na dnie doliny, przy drodze, poniżej stoków Goryczkowej Czuby. Dawniej znajdowała się tutaj polana Liptowski Koszar (Liptovský košiar), po zaprzestaniu w 1955 pasterstwa teren ten zarasta lasem. Przez środek równi przepływa potok Cicha Woda, tworząc poniżej równi baniory i kaskady. Szlak turystyczny przekracza go mostkiem. Okolica ta była miejscem kilku tragicznych wypadków polskich narciarzy, którzy we mgle pomylili kierunki, zjeżdżając z Kasprowego Wierchu. Po miesiącach znajdowano ich zwłoki w kosówce lub w lesie.
Miejsce jest ważne z turystycznego punktu widzenia. Przy górnym końcu Liptowskiego Koszaru znajduje się bowiem Rozdroże pod Kasprowym (Rázcestie pod Kasprovým) z turystycznym słupkiem z tabliczkami informacyjnymi.
Po południowej stronie w okolicach Rozdroża pod Kasprowym znajduje się wylot doliny Małe Rycerowe, będącej lewobocznym odgałęzieniem Doliny Cichej. Spływa nią Mały Rycerowy Potok, tutaj uchodzący do Cichej Wody. Z południowych stoków Goryczkowej Czuby, po zachodniej stronie Kasinej Turni uchodzi do Liptowskiego Koszaru żleb, którym zimą schodzą lawiny. Lawiny te systematycznie niszczą las przy rozdrożu pod Kasprowym i powodują, że jest to teren bezleśny. Zniszczyły też turystyczną wiatę stojącą powyżej rozdroża, przy samej granicy z lasem, a resztki lawinowego śniegu w korycie Cichej Wody w niektórych latach są widoczne nawet pod koniec sierpnia.

## Szlaki turystyczne
– żółty z Podbańskiej przez Cichą Dolinę i Rozdroże pod Kasprowym na Kasprowy Wierch.
- Czas przejścia z Podbańskiej do rozdroża: 3:40 h, ↓ 3:30 h
- Czas przejścia z rozdroża na Kasprowy Wierch: 2:20 h, ↓ 1:40 h

  – czerwony odgałęziający się na Rozdrożu pod Kasprowym i biegnący na przełęcz Zawory i Gładki Wierch.
- Czas przejścia od rozdroża na Zawory: 2:20 h, ↓ 1:40 h
- Czas przejścia z Zaworów na Gładki Wierch: po 15 min w obie strony

 – czerwony szlak rowerowy z Podbańskiej przez Dolinę Cichą. Prowadzi on cały czas tą samą drogą, co szlak turystyki pieszej. Powyżej  Rozdroża pod Kasprowym prowadzi jeszcze kilkaset metrów wzdłuż szlaku czerwonego na Zawory i kończy się przy  turystycznej wiacie. Ze względu na bardzo długą i stosunkowo łagodną trasę przez Dolinę Cichą polecany jest przejazd rowerem.